# Большая Московская (гостиница, Одесса)
Больша́я Моско́вская — гостиница в Одессе по адресу ул. Дерибасовская, 29. Здание гостиницы выполнено в стиле живописного модерна. Строительство продолжалось с 1901 по 1904 год.

## История
Гостиница «Большая Московская» построена в период расцвета отельного бизнеса в Одессе. Занимавшиеся поставками чая из Китая в Россию московские предприниматели Д. и Г. Дементьевы и В. Васильев, приобрели невзрачный дом Бирюкова по Дерибасовской, 29 и решили построить на его месте гостиницу. Здание было спроектировано архитектором Львом Влодеком, который также построил в Одессе «Дом с атлантами» и гостиницу «Пассаж». Изысканую лепнину создавали скульпторы Товий Фишель и С. Мильман.
Гостиница относилась к разряду первоклассных, но не самых дорогих. Некоторые жители Одессы постоянно проживали в гостинице. На первом этаже размещались торговые представительства: чайный магазин, магазин ламп, галантерейный магазин. Здесь же находился и «Татарский» ресторан.
Текст рекламного объявления начала XX века : 

Роскошная, комфортабельная, доступная в Одессе гостиница «Большая Московская», Дерибасовская улица, против Городского сада, с видом на море. Гостиница расположена в самой лучшей центральной и коммерческой части города, близ всех театров, бульваров, морских купаний, почты, телеграфа, административных и правительственных учреждений. С наилучшим «Татарский» рестораном. Роскошно обставленные номера от 1 рубля. Ванны. Электрическое освещение. Паровое отопление. Подъемная машина.
На рубеже 1910-х годов гостиница была продана застройщиком вместе с их чайным делом семье одесских промышленников и торговцев Анатра.
Во второй половине XX века (в советский период) на первом этаже здания располагались магазин «Золотой ключик» (фирменный магазин местной кондитерской фабрики (имени Розы Люксембург), торговавший шоколадными конфетами и кондитерскими изделиями, и считавшийся лучшим в городе) и кинотеатр «Хроника», специализировавшийся на показе документального кино.

## Реставрация
К концу 90-х годов XX века здание сильно обветшало и потеряло большую часть лепного декора.
В 2006 году градостроительный совет Одесского городского совета утвердил проекты реконструкции гостиницы «Большая Московская», предложенный компанией «Инкор-групп», занимавшейся в Одессе реставрацией исторических зданий. Проект реставрации выполнили одесские архитекторы М. и Д. Повстанюк. В работах по отделке здания были заняты специалисты реставрационного подразделения
Инкор-Групп «Реставратор-1946». Перед началом реставрации инвестор, одесский предприниматель Руслан Тарпан, инициировал изыскания в архивах Вены, где провёл последние годы архитектор гостиницы Лев Влодек. Специалисты смогли по оригинальным рисункам и чертежам воссоздать все характерные для модерна элементы декора. На фасаде восстановлены по оригинальным формам 21000 элементов аутентичного декора.
По периметру крыши также появились каменные вазы. 
В 2014 году из Италии были привезены хрустальные шары. Все эти элементы соответствуют изначальному замыслу архитектора, но были утрачены ещё в период революции 1917 года.

## Галерея

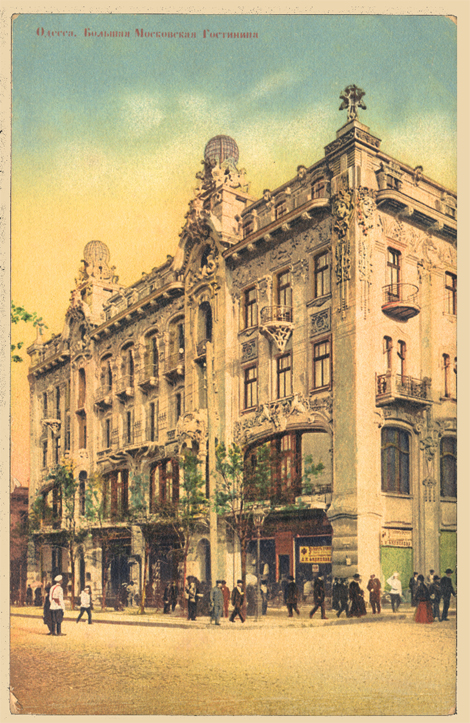
Гостиница на почтовой открытке начала XX века
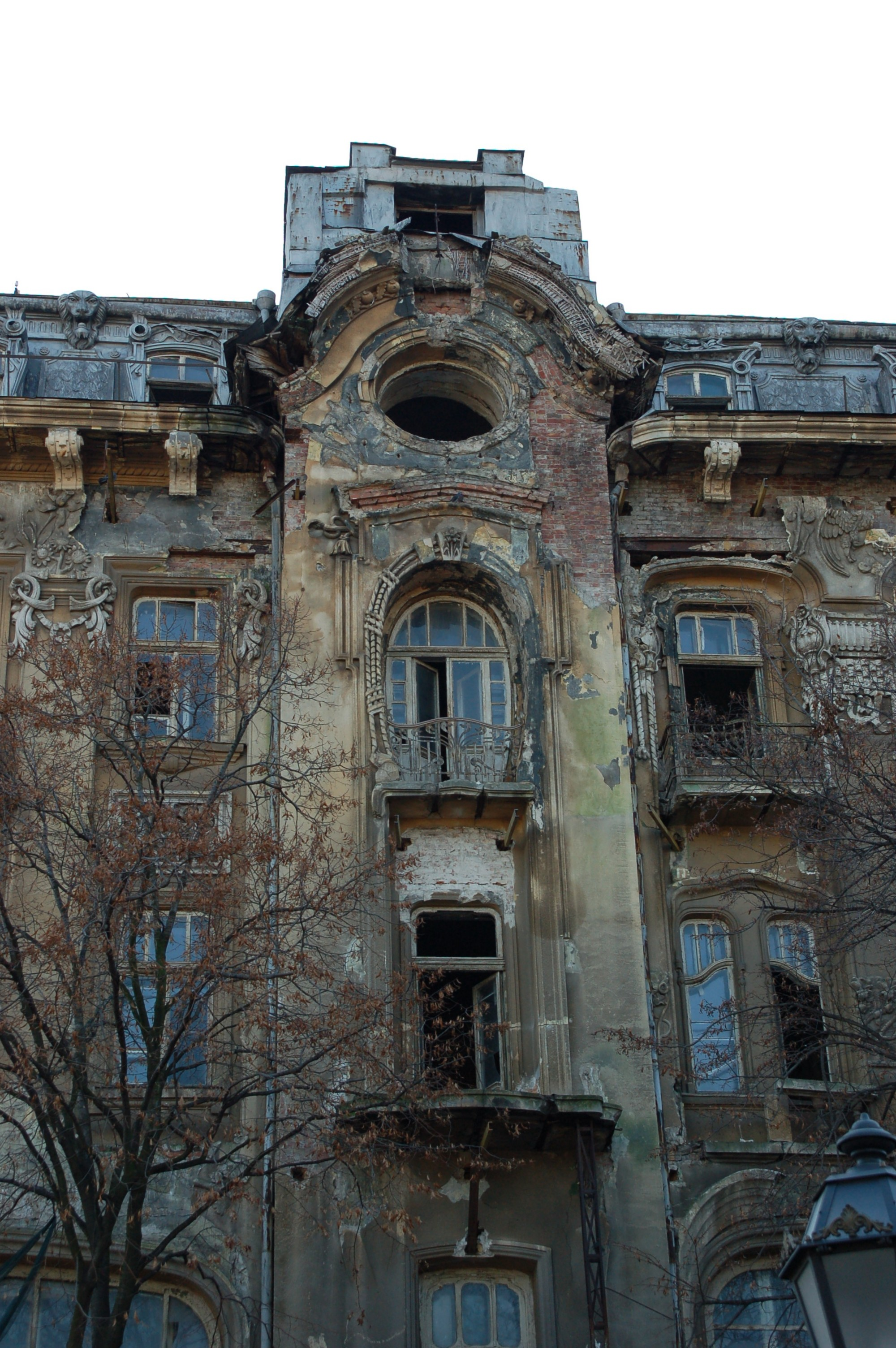
Состояние здания весной 2006 года
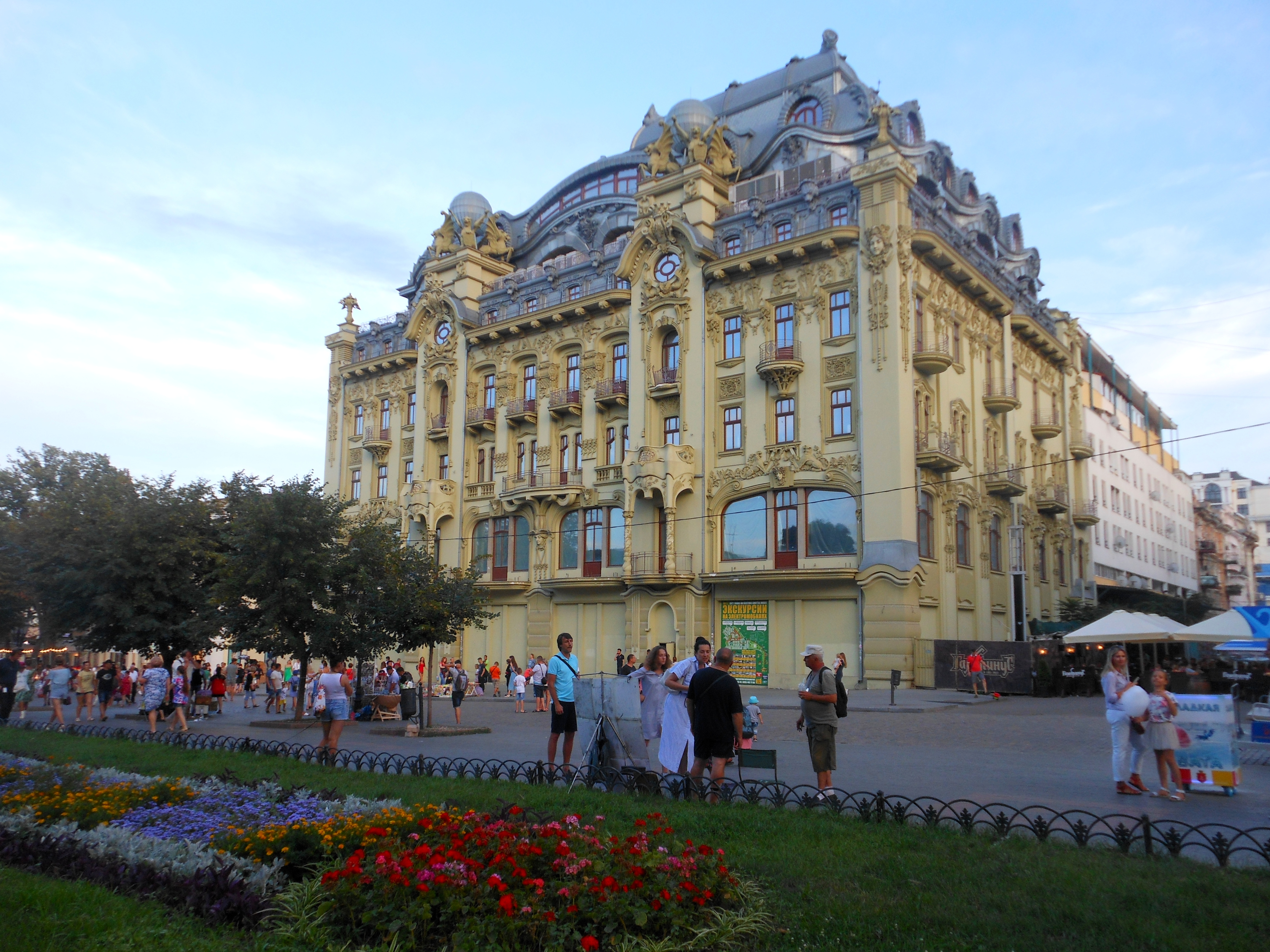
Гостиница после реконструкции
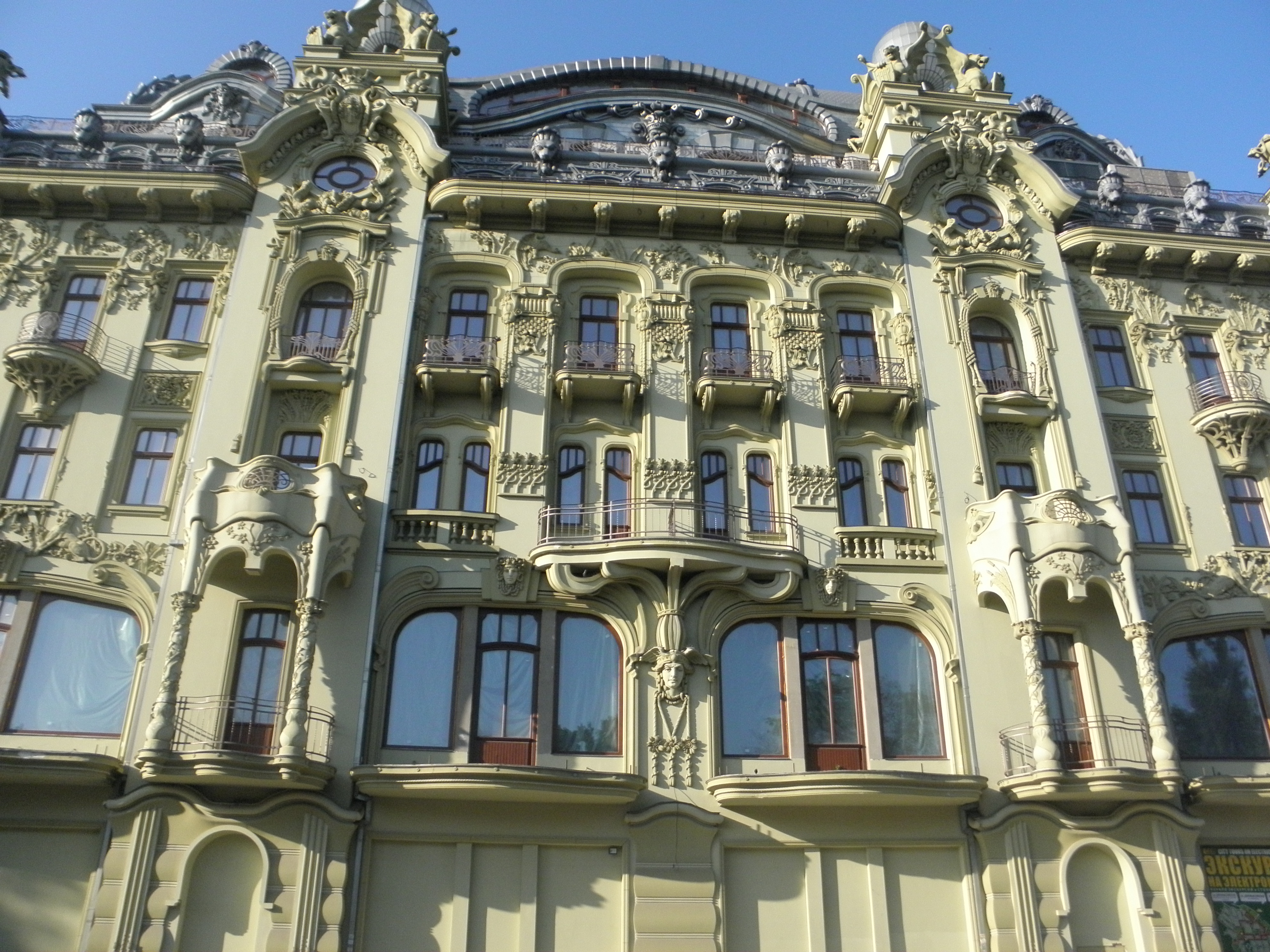
Главный фасад после реконструкции